# Comăna
Pour les articles homonymes, voir Comana.
Comăna de Jos (en allemand Unterkomana, en hongrois Alsókomána) est une commune du județ de Brașov, en Transylvanie, Roumanie. Elle compte 986 habitants.

## Généralités
Comăna tire probablement son nom des Coumans établis dans les parages au XIIIe siècle, mais il est aussi possible que le nom provienne de comuna (« terre commune »). Comăna de Jos (« Basse-Comăna ») est situé sur la rive gauche de la rivière Olt, au centre de la Roumanie, au pied des monts Persani. Le versant occidental des Persani est particulièrement pittoresque, peuplé par des animaux sauvages et des oiseaux rares protégés dans une réserve. Comăna de Jos est située à mi-distance entre Șercaia et Hoghiz sur la DN1J, à 12 km de la route européenne 60. Au nord, Comăna est voisine du village de Cuciulata, à l'est de ceux Comăna de Sus (« Haute-Comăna ») et de Crihalma, à l'ouest et au sud de celui de Veneția de Jos.
Le Corridor du Comǎna s'étend sur une longueur de 30 km entre les montagnes de Persani et le sud-est du Plateau des Târnave. Il est drainé par l'Olt, sur la direction NE-SO et a une largeur de 4-10 km, avec de grandes terrasses au bord de la rivière, développées plutôt sur la rive gauche de l'Olt.
On peut pratiquer la pêche dans la rivière Olt, et dans les bras de la rivière à Comăna.

## Histoire
Dans l'actuel village de Comăna de Jos, on a découvert plusieurs établissements humains, qui attestent l'existence d'établissement de l'âge du bronze (2 - 1 av. J-C), de La Tène (Gruiul Văcarului), du Hallstatt, ainsi qu'un village des VIIIe et IXe siècles et un autre des XIe au XIIIe siècle. À Comăna de Jos, on a étudié des habitations creusées dans le sol à différentes profondeurs, ce qui a dévoilé 14 huttes et 18 petites maisons en bois, avec diverses surfaces dont des fours constitués de pierre et d'argile et des foyers en plein air.
Le lieu-dit Posada près de Comăna est l'un des sites possibles de la bataille de Posada à l'issue de laquelle la Valachie, alors gouvernée par le voïvode Basarab Ier, fit reconnaître son indépendance par le roi Charles Robert de Hongrie en novembre 1330.
Comăna était située dans le Pays du Făgăraș, ayant une importance particulière pour cette région, dont elle administrait de la partie orientale au Moyen Âge. Les villages subordonnés à Comăna de Jos étaient : Comăna de Sus, Crihalma, Cuciulata, Lupșa, Ticușul Nou, Veneția de Jos et Veneția de Sus. Au XVe siècle, Comăna et ces villages sont donnés en fief au voïvode de Transylvanie, István Maylád / Ștefan Mailat.
Au cours de l'année 1733, lorsque l'évêque greco-catholique, Inocențiu Micu-Klein, décide d'organiser un recensement, 34 familles sont comptées à Comăna de Jos, soit environ 170 habitants. Dans le même recensement apparaissent 2 prêtres greco-catholiques, probablement frères car les deux ont le patronyme Iuon. À Comăna de Jos, il y avait une église gréco-catholique et un presbytère. Le nom du village était écrit en hongrois Alsó-Komana, car les résultats du recensement étaient destinés à une commission composée de Hongrois de Transylvanie. Le même recensement de 1733 précise que sur les prés de la paroisse gréco-catholique à Comăna de Jos étaient collectées annuellement 11 charretées de foin.
Jusqu'en 1918, la commune a fait partie du comitat hongrois de Făgăraș. Entre les deux guerres mondiales et jusqu'à la réforme administrative du 6 septembre 1950, elle fit partie du județ roumain de Făgăraș. En 1950, lorsque la division administrative et territoriale de la Roumanie a été revue selon le modèle soviétique, le village se trouva inclus dans la Région Staline dont le chef-lieu était Orașul Stalin (« Stalineville »), nom à l'époque de Brașov. La réforme administrative de 1968 rétablit les județe mais différemment de ceux d'avant 1950 : Comăna est incluse dans celui de Brașov.
Comme toute la Roumanie, Comăna de Jos a subi les régimes dictatoriaux carliste, fasciste et communiste de février 1938 à décembre 1989, mais connaît à nouveau la démocratie depuis 1990.

## Jumelages
- Nassenfels (Allemagne)